# Scott Laughton
Scott Laughton (Oakville, Ontario, 30 de mayo de 1994) es un jugador profesional canadiense de hockey sobre hielo que se desempeña en la posición de centro en Toronto Maple Leafs, equipo de la National Hockey League (NHL).

## Carrera
Fue seleccionado en la primera ronda en la NHL Entry Draft de 2012. Hizo su debut en la NHL con el equipo Philadelphia Flyers, donde lleva jugando once temporadas.